# Suki Waterhouse
Alice Suki Waterhouse (Hammersmith, Londres; 5 de enero de 1992) es una actriz, cantante y modelo británica. Conocida por su papel de Karen Sirko en la miniserie de drama musical Daisy Jones & The Six (2023). En 2022, lanzó su álbum debut «I Can't Let Go» y el EP «Milk Teeth».
Comenzó una carrera como modelo a la edad de 16 años y luego modeló para varias marcas de moda importantes como Burberry, Tommy Hilfiger, Laura Mercier y Ferragamo, entre otras. Su primer largometraje como actriz fue un papel secundario en Pusher (2012), y desde entonces ha aparecido en películas como Love, Rosie (2014), The Divergent Series: Insurgent (2015), The Bad Batch (2016), Assassination Nation (2018) y Pokémon: Detective Pikachu (2019).

## Biografía
Waterhouse nació y creció en Chiswick, un barrio de Londres. Es hija del cirujano plástico Norman Waterhouse y su madre es enfermera. Tiene una hermana menor, Imogen Waterhouse, conocida como Immy, quien también es modelo. También tiene un hermano llamado Charlie y una hermana menor que se llama Madeleine.

## Carrera

### Modelaje
Empezó su carrera como modelo tras ser descubierta en un pub en Londres cuando tenía 16 años. Cuando tenía 19 años, tuvo lugar su primera campaña de renombre como modelo de lencería para Marks and Spencer. Desde entonces, ha modelado para Alice + Olivia y Coast. En febrero de 2013, destacó en Vogue en el artículo Today I'm Wearing.
Es la cara de Burberry, ayudando a lanzar la nueva fragancia masculina de la compañía en octubre de 2013. Waterhouse también ha modelado para marcas como Swatch, Lucy in Disguise, H&M, Max Studio, Caterina Gatta y Pepe Jeans.
Waterhouse ha aparecido en las portadas de las ediciones británica, coreana y turca de Vogue, Tatler, en las ediciones británica y coreana de Elle, así como en Lucky, L'Officiel, Grazia y 1883 Magazine. También ha estado en ediciones de Love Magazine, Velour, Stylist Magazine y Vogue Japón. Love Magazine, American Elle, Velour y Stylist Magazine, entre otras. También ha desfilado en la pasarela con marcas como Burberry, Alexander Wang y Balenciaga y es una habitual en la primera fila de la semana de la moda.
En abril de 2017 fue elegida como «Mercier Muse» por la marca de maquillaje Laura Mercier. En agosto de 2023, Hugo Boss lanzó su nueva colección, presentando a Waterhouse junto a otras celebridades en su campaña.

### Carrera como actriz

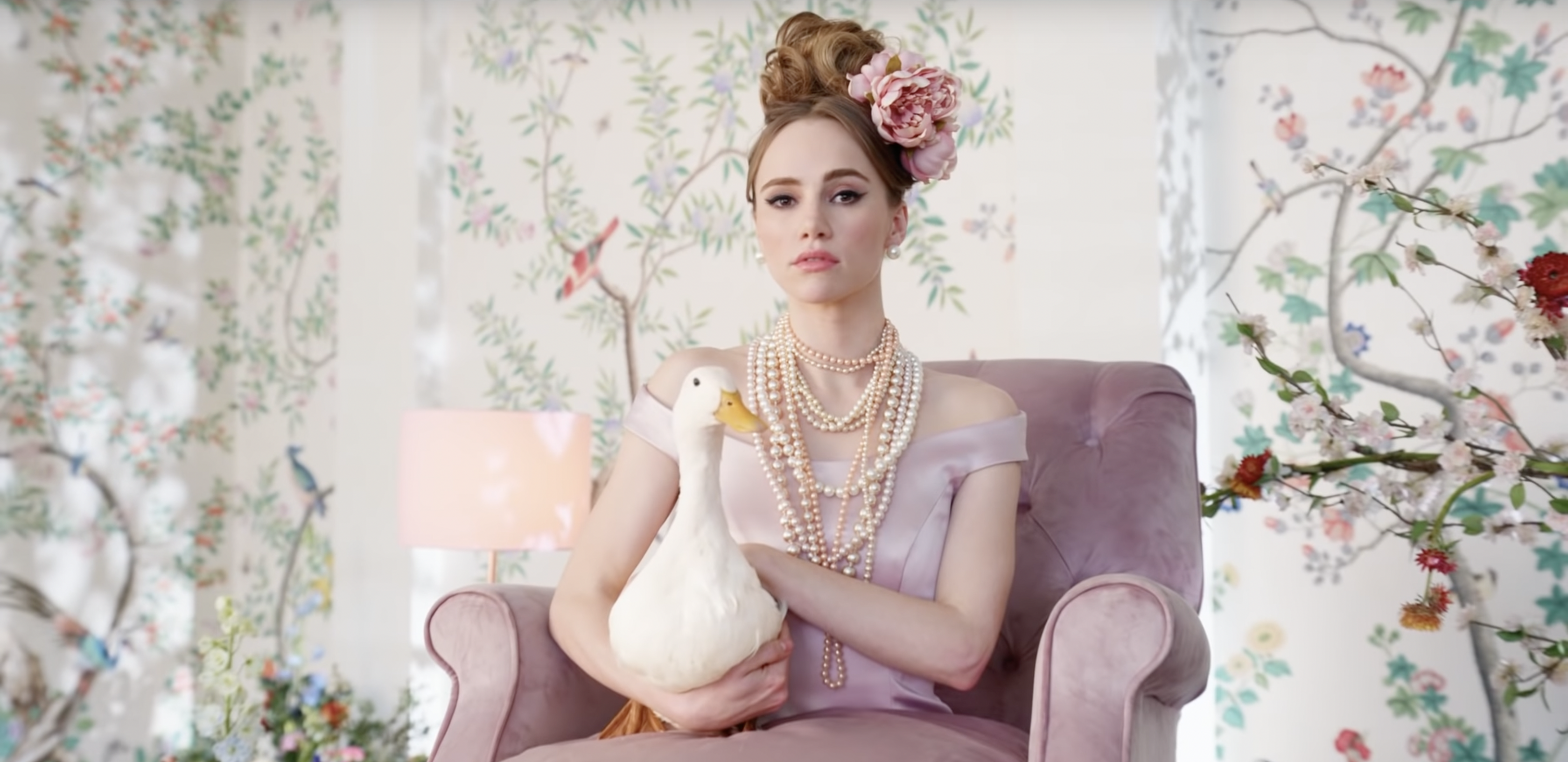
Waterhouse en un anuncio de Argos de 2020

En 2010, apareció en un episodio de la serie de televisión Material Girl. En 2014, Waterhouse interpretó a Bethany Williams en la comedia romántica Love, Rosie. También interpretó a Marlene en la secuela de Divergent The Divergent Series: Insurgent (2015), basada en el libro del mismo título.
En 2016, interpretó el papel de Arlen en la película de suspenso y romance de Ana Lily Amirpour The Bad Batch (2016), coprotagonizada por Jim Carrey, Diego Luna, Jason Momoa y Keanu Reeves. En junio de 2016, se anunció que Waterhouse interpretaría a Cecily of York en miniserie de la cadena Starz una adaptación de la novela La princesa blanca de Philippa Gregory. En septiembre de 2016, se anunció que Waterhouse protagonizaría junto a Ansel Elgort la película Jonathan. También interpretó a «The Girl» en la película dramática de 2017 The Girl Who Invented Kissing, escrita y dirigida por Tom Sierchio y a Quintana en la película Billionaire Boys Club (2018).
En 2023, interpretó a la teclista Karen Sirko en la serie de Amazon Prime Daisy Jones & the Six. Si bien el personaje de la novela del mismo nombre es estadounidense, el showrunner Scott Neustadter hizo que el personaje fuera británico para «recalcar el compromiso de Karen con la música y vivir una vida dedicada a estar en una gran banda de rock».

### Fotografía
Waterhouse ha mostrado su trabajo de fotografía en la galería Eb and Flow en Londres junto a Reggie Yates e Imogen Morris Clarke en una exhibición presentada por la agencia de modelos Next Model Management denominada «I'll Be Your Mirror». En febrero de 2014, posó completamente desnuda para la campaña otoño/invierno de Dominic Jones Jewelry en la Semana de la Moda de Londres.

### Pop & Suki
En septiembre de 2016, Waterhouse anunció el lanzamiento de Pop & Suki, una marca de accesorios que cofundó junto con su mejor amiga Poppy Jamie y el director ejecutivo Leo Seigal. Desde entonces, Pop & Suki ha aparecido en revistas de moda como Vogue, Harper's Bazaar, W y Elle.
Las celebridades que han usado la marca incluyen a Jessica Alba, Lady Gaga, Cara Delevingne, Emily Ratajkowski, Lena Dunham y Taylor Hilll. La revista de moda Who, What, Wear se refirió al Camera Bag de la marca como «El bolso que todas las it girl tienen». La marca diseñó maletas para Away.

### Música

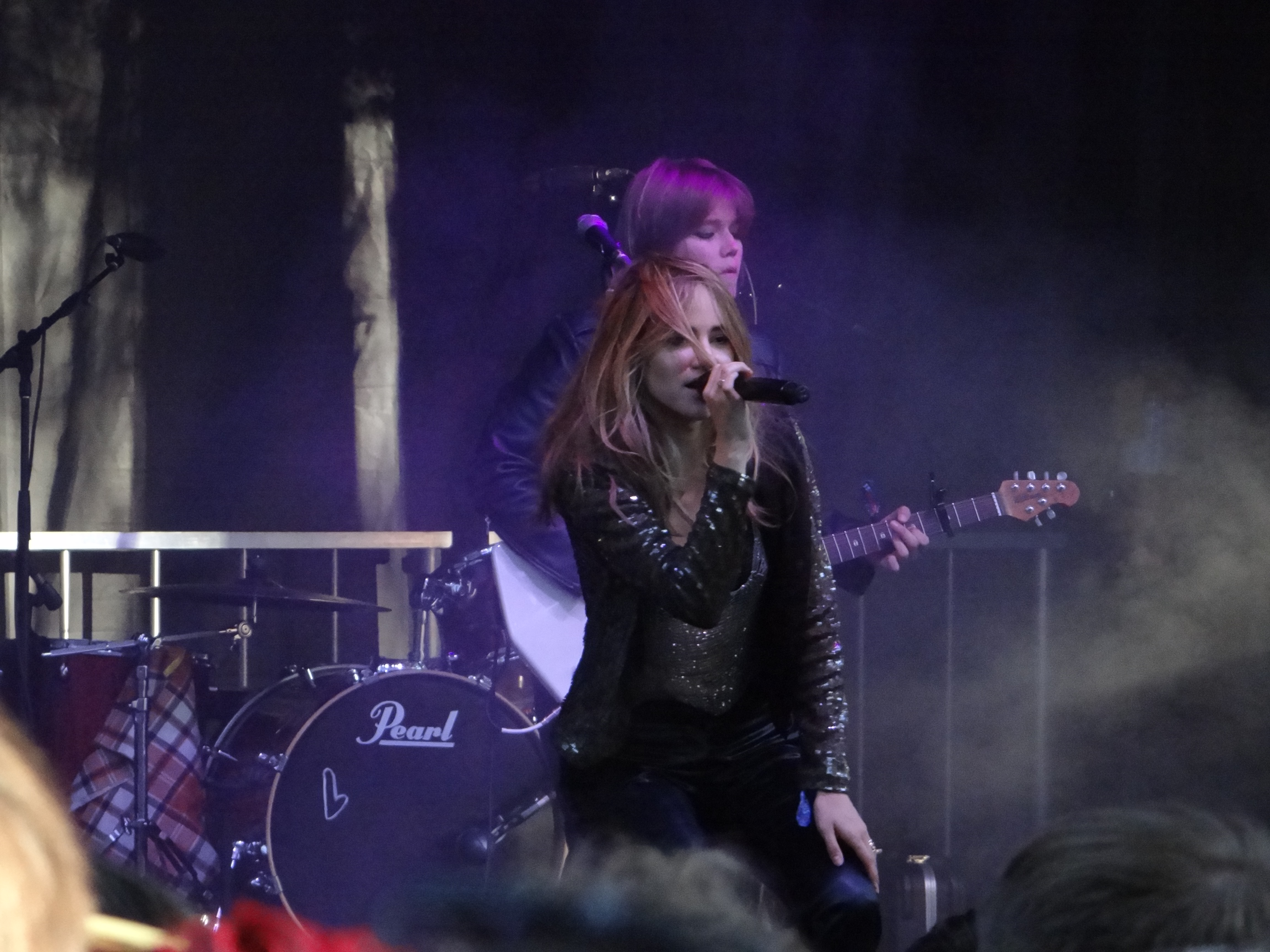
Waterhouse actuando en el Shaky Knees Music Festival en 2021

En noviembre de 2016, publicó su primer sencillo, «Brutally». A este le siguió el sencillo «Good Looking» en 2017, que luego se convirtió en un éxito viral en 2022.
En 2019, lanzó otro sencillo, «Johanna». En mayo de 2022, lanzó su álbum de estudio debut, «I Can't Let Go». Más tarde ese mismo año, compiló varios de sus sencillos en su primer extended play, «Milk Teeth», lanzado en noviembre de 2022. Su segundo álbum de estudio, Memoir of a Sparklemuffin, está previsto que se publique el 13 de septiembre de 2024 y su próxima gira de promoción, Sparklemuffin Tour, comenzará el 28 de septiembre de 2024.
Está previsto que actúe como telonera del tour The Eras de Taylor Swift el 17 de agosto de 2024 en el estadio de Wembley.

## Vida personal
Waterhouse salió durante 2011 con el líder de la banda The Kooks Luke Pritchard. También tuvo un romance con el cantante Miles Kane, de The Last Shadow Puppets, desde febrero de 2012 a febrero de 2013. Kane se refirió a Waterhouse en una entrevista como «el amor de su vida».
Waterhouse empezó a salir con el actor Bradley Cooper en marzo de 2013. Waterhouse dijo en una entrevista para Elle UK: «No hablo de mi novio porque es aburrido hacerlo. Al menos, es lo que decidí responder cuando me preguntaras». La pareja rompió en marzo de 2015.
Desde 2018 sale con el actor Robert Pattinson. En noviembre de 2023 la actriz hizo público que está esperando su primer hijo. En marzo de 2024 se anunció el nacimiento de su hija.

## Filmografía

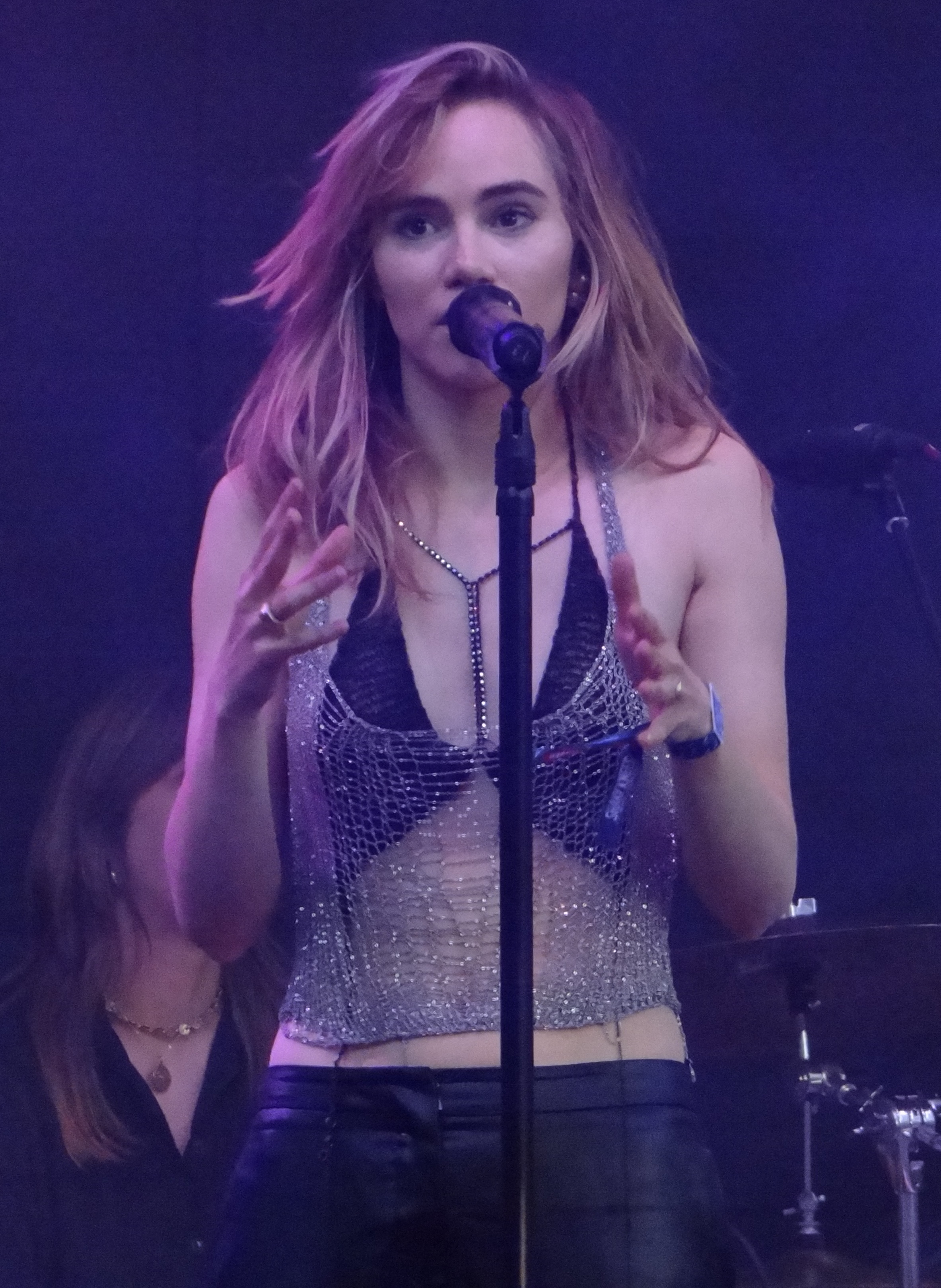
Suki Waterhouse en el Festival Shaky Knees de 2021

| Año  | Título                            | Papel                    | Notas        | Ref.   |
| ---- | --------------------------------- | ------------------------ | ------------ | ------ |
| 2012 | Rachael                           | Rachael                  | Cortometraje |        |
| 2012 | Pusher                            | Mandy                    |              |        |
| 2014 | Love, Rosie                       | Bethany Williams         |              |        |
| 2015 | The Divergent Series: Insurgent   | Marlene                  |              |        |
| 2016 | Orgullo y prejuicio y zombis      | Catherine «Kitty» Bennet |              |        |
| 2016 | The Bad Batch                     | Arlen                    |              |        |
| 2016 | Billionaire Boys Club             | Quintana                 |              |        |
| 2018 | Assassination Nation              | Sarah                    |              |        |
| 2018 | Future World                      | Ash                      |              |        |
| 2019 | Pokémon: Detective Pikachu        | Sra. Norman              |              | [ 53 ] |
| 2019 | Killers Anonymous                 | Violet                   |              | [ 54 ] |
| 2019 | Burn                              | Sheila                   |              | [ 55 ] |
| 2019 | A Rainy Day in New York           | Tiffany                  |              |        |
| 2019 | Bittersweet Symphony              | Iris Evans               |              |        |
| 2020 | Misbehaviour                      | Sandra Wolsfeld          |              |        |
| 2020 | La galería de los corazones rotos | Chloe                    |              |        |
| 2021 | Seance                            | Camille                  |              |        |
| 2021 | Creation Stories                  | Gemma                    |              |        |
| 2022 | Dalíland                          | Ginesta                  |              |        |
| 2022 | Persuasion                        |                          |              |        |

| Año  | Título                | Papel           | Notas                         |
| ---- | --------------------- | --------------- | ----------------------------- |
| 2010 | Material Girl         | Lourdes         | 1 episodio                    |
| 2017 | The White Princess    | Cecilia de York | Miniserie, 4 episodios        |
| 2018 | Into the Dark         | Alexis          | Episodio: «New Year, New You» |
| 2022 | Daisy Jones & The Six | Karen Sirko     | 10 episodios                  |

| Año  | Canción                           | Artista   | Director         |
| ---- | --------------------------------- | --------- | ---------------- |
| 2014 | Imagine (UNICEF: Versión mundial) | Varios    | Michael Jurkovac |
| 2019 | Nightmare                         | Halsey    | Hannah Lux Davis |
| 2019 | Permanent High School             | The Voidz | Hala Matar       |

## Discografía

### Álbumes
| Título                    | Notas                                                                                                |
| ------------------------- | --- |
| I Can't Let Go            | - Lanzamiento: 6 de mayo de 2022 - Sello discográfico: Sub Pop - Formatos: CD, LP, casete, streaming |
| Memoir of a Sparklemuffin | - Lanzamiento: 13 de septiembre de 2024 - Sello: Sub Pop - Formatos: CD, LP, casete, streaming       |

### Extended plays
| Title      | Details                                                                              |
| ---------- | ------------------------------------------------------------------------------------ |
| Milk Teeth | - Lanzamiento: 4 de noviembre de 2022 - Sello: Sub Pop - Formatos: CD, LP, streaming |

### Sencillos
| Título                       | Año  | Posiciones máximas en el gráfico | Certificaciones                | Álbum/EP                  |
| Título                       | Año  | UK                               | Certificaciones                | Álbum/EP                  |
| ---------------------------- | ---- | -------------------------------- | ------------------------------ | ------------------------- |
| "Brutally"                   | 2016 | —                                |                                | Milk Teeth                |
| "Good Looking"               | 2022 | 92                               | - BPI: Silver - RIAA: Platinum | Milk Teeth                |
| "Valentine"                  | 2018 | —                                |                                | Milk Teeth                |
| "Coolest Place in the World" | 2019 | —                                |                                | Milk Teeth                |
| "Johanna"                    | 2019 | —                                |                                | Milk Teeth                |
| "My Mind"                    | 2021 | —                                |                                | I Can't Let Go            |
| "Moves"                      | 2021 | —                                |                                | I Can't Let Go            |
| "Melrose Meltdown"           | 2022 | —                                |                                | I Can't Let Go            |
| "Devil I Know"               | 2022 | —                                |                                | I Can't Let Go            |
| "Wild Side"                  | 2022 | —                                |                                | I Can't Let Go            |
| "Nostalgia"                  | 2022 | —                                |                                | Sin álbum                 |
| "Neon Signs"                 | 2022 | —                                |                                | Milk Teeth                |
| "To Love"                    | 2023 | —                                |                                | Memoir of a Sparklemuffin |
| "OMG"                        | 2024 | —                                |                                | Memoir of a Sparklemuffin |
| "My Fun"                     | 2024 | —                                |                                | Memoir of a Sparklemuffin |
| "Faded"                      | 2024 | —                                |                                | Memoir of a Sparklemuffin |
| "Supersad"                   | 2024 | —                                |                                | Memoir of a Sparklemuffin |
| "Blackout Drunk"             | 2024 | —                                |                                | Memoir of a Sparklemuffin |
| "Pushing Daisies" (con Ashe) | 2024 | —                                |                                | Sin álbum                 |
| "Dream Woman"                | 2025 | —                                |                                | Sin álbum                 |
| "On This Love"               | 2025 | —                                |                                | Sin álbum                 |